# Dimorphos

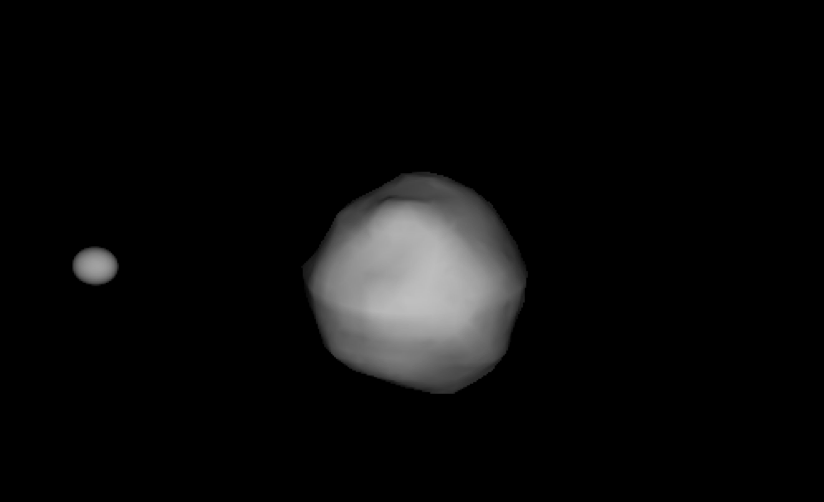
Modelo de la forma de Didymos y su satélite Dimorphos, basado en datos de radar y de fotometría

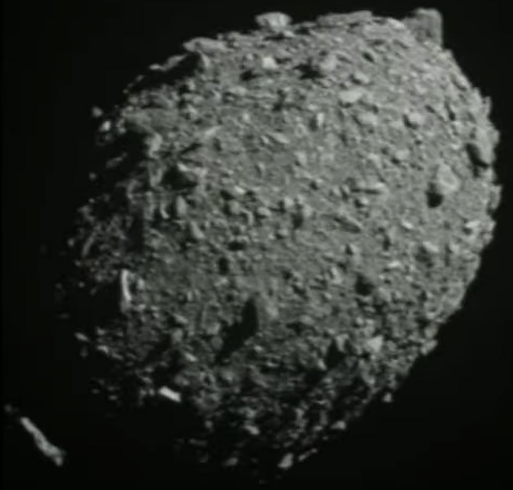
Dimorphos captado por la cámara DRACO del Double Asteroid Redirection Test (DART)

Dimorphos es un satélite del sistema (65803) Didymos; se trata de un sistema de asteroides binarios en el que un asteroide es orbitado por otro más pequeño. El asteroide principal (Didymos) mide aproximadamente 780 metros de diámetro y su satélite Dimorphos mide unos 160 metros de diámetro, y realiza una órbita de aproximadamente 1 kilómetro de diámetro alrededor de Didymos.  Históricamente Dimorphos orbitaba Didymos con un período de 11 hr 55 min; tras el impacto de la sonda DART, su período orbital decayó a 11 hr 23 min.

## Descubrimiento

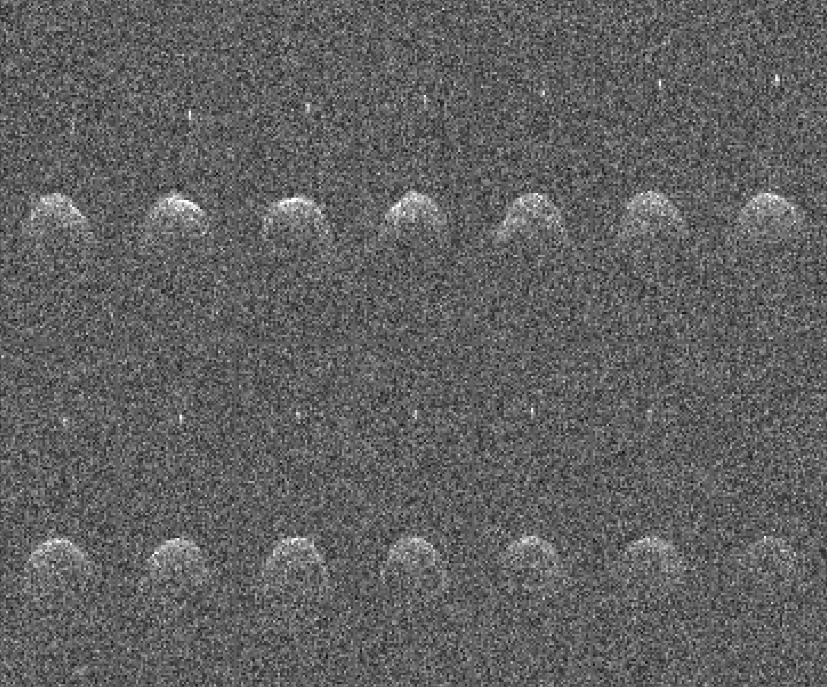
Imágenes secuenciales de Dimporphos obtenidas por el radiotelescopio de Arecibo.

El asteroide principal fue descubierto en 1996 por Joe Montani, del proyecto Spacewatch de la Universidad de Arizona. El nombre "Didymos" fue aprobado oficialmente en 2004. Petr Pravec, del Observatorio de Ondřejov, en Chequia, descubrió en 2003 que el asteroide es orbitado por otro. Junto con sus colaboradores, confirmó, a partir de las imágenes Doppler del radar de Arecibo, que Didymos es un sistema binario.
El nombre propio del satélite, previamente a veces llamado Didymos B, proviene de la palabra "Dimorphos", que en griego significa "que tiene dos formas".  El significado del nombre representa cómo cambiará la forma de la órbita de Dimorphos después de que la sonda DART impacte el satélite y modifique su órbita a una morfología diferente.  No coincidentemente, Dimorphos cumple funciones duales ya que es objetivo de prueba y además parte de un plan para la futura protección planetaria.  El nombre del satélite fue sugerido por el científico planetario Kleomenis Tsiganis de la Universidad Aristóteles de Salónica (Grecia).

## Misión Double Asteroid Redirection Test
La sonda DART apuntó a Dimorphos y colisionó con él a 6600 metros por segundo (23 760 km/h), a unos 11 millones de kilómetros de distancia de la Tierra.  El sistema Didymos no es un objeto con órbita de impacto con la Tierra y nunca hubo posibilidad de que el experimento de desviación pudiese crear un nuevo peligro de impacto.  Los resultados del impacto de la sonda DART serán evaluados en detalle por la sonda Hera.